# Guido Adler
Guido Adler (ur. 1 listopada 1855 w Ivančicach, zm. 15 lutego 1941 w Wiedniu) – austriacki muzykolog, kompozytor, prawnik i publicysta.
Urodził się w rodzinie lekarzy. Jego ojciec zmarł wkrótce po narodzinach syna, po czym rodzina przeniosła się do Igławy. W 1864 przeniósł się z matką do Wiednia.
W 1878 uzyskał tytuł doktora prawa. W dwa lata później obronił doktorat z filozofii. W 1882 został zatrudniony jako docent na Uniwersytecie Wiedeńskim. W 1885 został powołany na profesora nadzwyczajnego historii muzyki na Uniwersytecie Karola Ferdynanda w Pradze. W 1898-1927 pracował jako profesor zwyczajny Uniwersytetu Wiedeńskiego.
Wspólnie z F. Chrysanderem założył i prowadził periodyk muzykologiczny „Vierteljahrschrift Musikwissenschaft” i od 1894 redagował serię Denkmmäler der Tonkust in Österreich. W 1927 był jednym z inicjatorów Międzynarodowego Towarzystwa Muzykologicznego zawiązanego w Bazylei i był jego dożywotnim prezesem.
Po anschlussie Austrii (1938) został objęty zakazem druku, z powodów rasowych. Jedynie z racji na podeszły wiek nie został wysłany do obozu koncentracyjnego. Jedyna córka Adlera nie przeżyła wojny, ginąc w obozie.
Swoje wspomnienia ułożył w książce wydanej pod tytułem Wollen und Wirken (Wien, 1945).